# Kelly Ayotte
Kelly Ann Ayotte (Nashua, Nuevo Hampshire; 27 de junio de 1968) es una abogada y política estadounidense que se desempeña como gobernadora de Nuevo Hampshire desde 2025. Previamente, se desempeñó como senadora de los Estados Unidos por Nuevo Hampshire desde 2011 hasta 2017. Miembro del Partido Republicano.
En junio de 2004, el gobernador Benson nombró a Ayotte fiscal general de New Hampshire, luego de la renuncia de Peter Heed. Se convirtió en la primera y única mujer en servir como fiscal general de New Hampshire, sirviendo desde 2004 hasta 2009, después de que fue dos veces reelegida por el gobernador demócrata John H. Lynch. En julio de 2009, Ayotte renunció como fiscal general para buscar una oferta para el Senado de los EE. UU., Luego de que el titular de tres períodos Judd Gregg anunciara su retiro del Senado.
En 2016, gobernadora de Nuevo Hampshire Maggie Hassan, derrotó a Ayotte en su intento de reelección por un estrecho margen de 1.017 votos (0.14%).  Después de que el presidente Trump nominara al juez Neil Gorsuch al Tribunal Supremo de los Estados Unidos, la administración eligió a Ayotte para dirigir el equipo de la Casa Blanca que acompañaba al candidato a las reuniones y audiencias en el Capitolio.